# Johan Eberhard Carlbergs hus

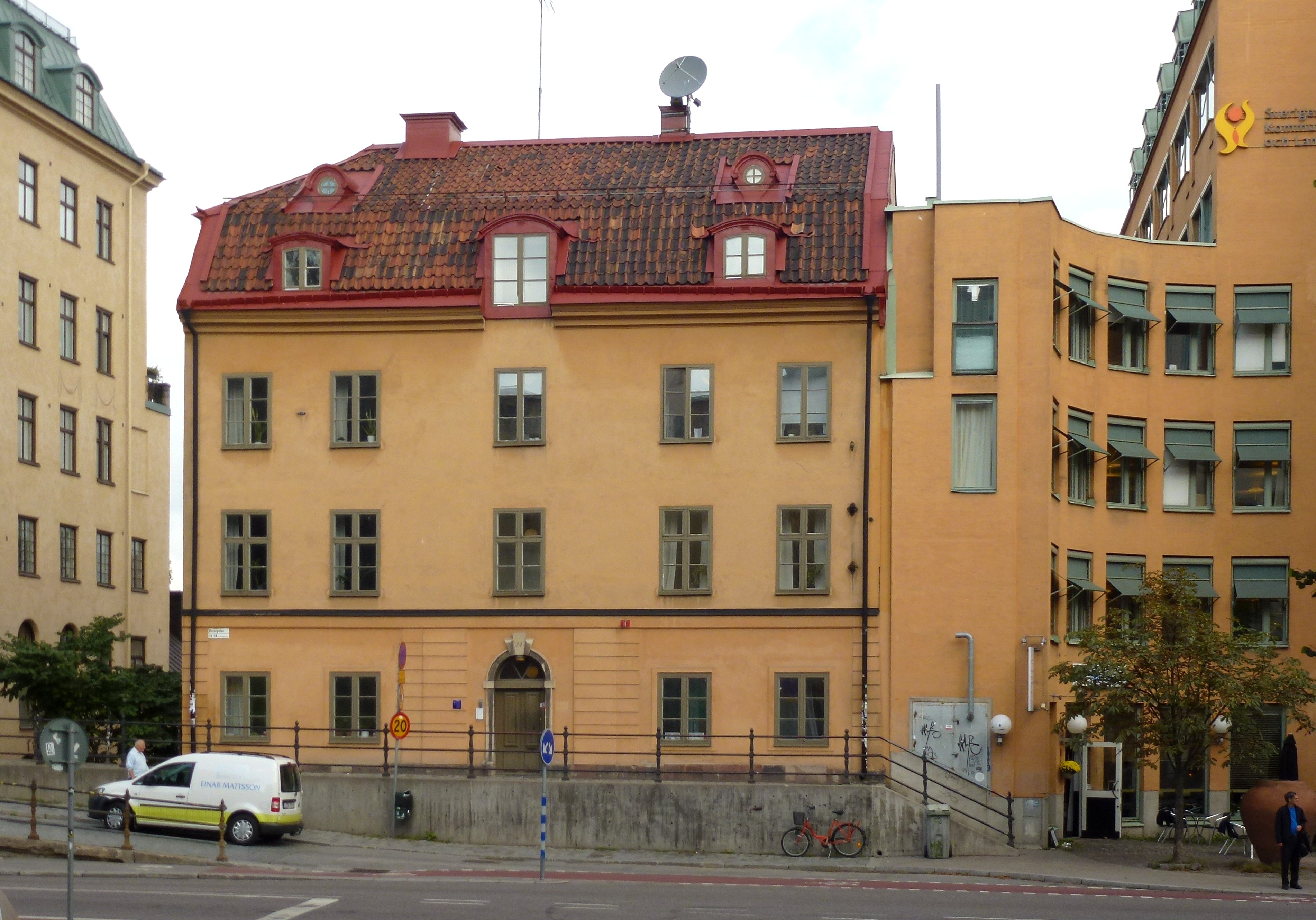
Johan Eberhard Carlbergs hus, till höger ansluter kontorsbyggnaden för Sveriges Kommuner och Landsting.

Johan Eberhard Carlbergs hus ligger i kvarteret Överkikaren vid hörnet Hornsgatan 24 / Pustegränd 1 på Södermalm i Stockholm. Byggnaden uppfördes på 1730-talet för Stockholms stadsarkitekt Johan Eberhard Carlberg. Fastigheten är q-märkt samt blåklassad av Stadsmuseet i Stockholm vilket innebär att bebyggelsen bedöms ha synnerligen höga kulturhistoriska värden.

## Historik

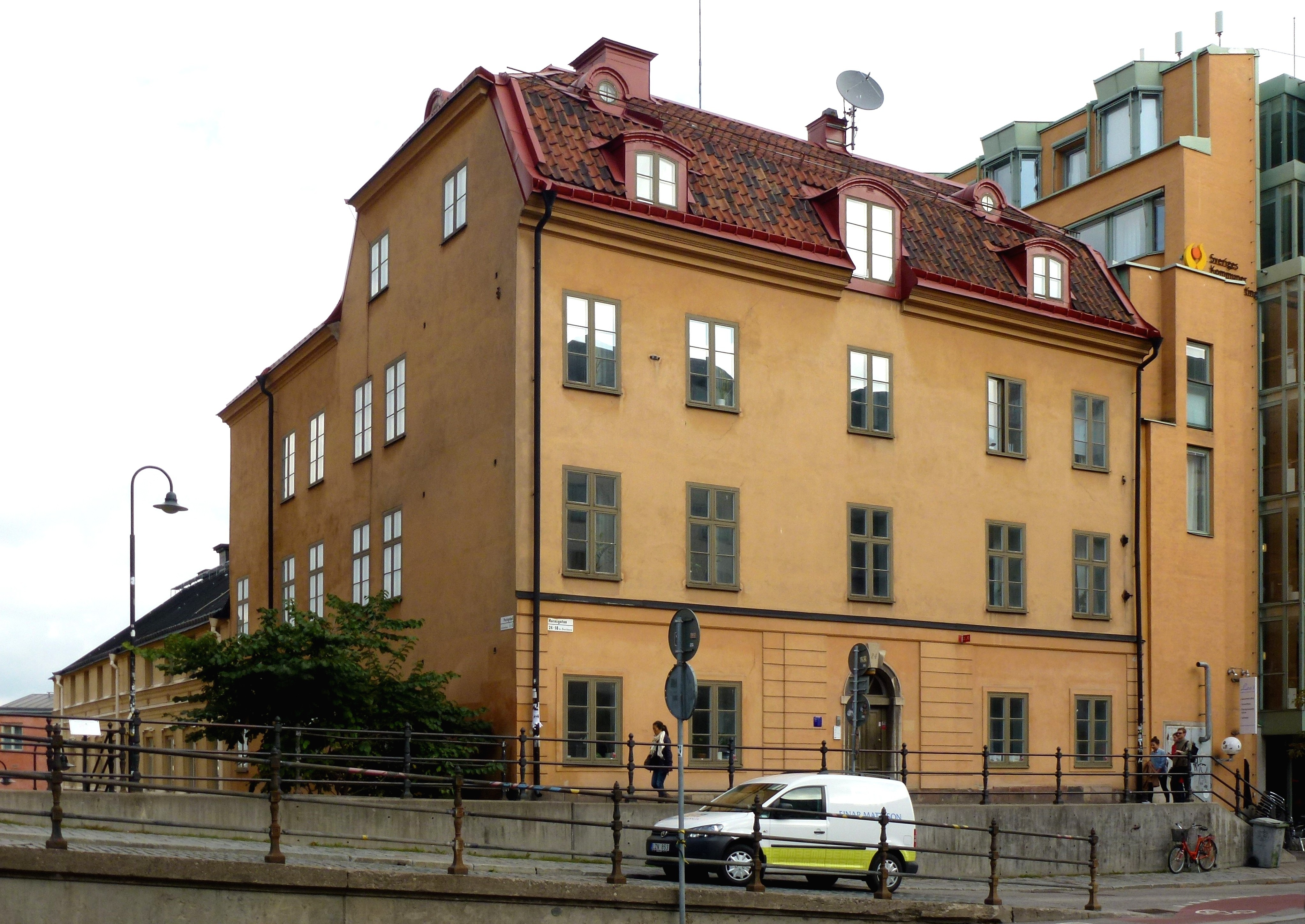
Hörnet Hornsgatan/Pustegränd.

Johan Eberhard Carlberg kom år 1727 till Stockholm efter att han hade tjänstgjort som stadsarkitekt i Göteborg och blev då stadsarkitekt i Stockholm. Fastigheten i Överkikaren förvärvade han 1731 av snickarmästaren Anders Boman. Då fanns en “gård” alltså ett trähus på tomten. Carlberg lät riva trähuset och ritade och lät bygga 1731-32 detta stenhus som sin privatbostad. I samband med Mariabranden 1759 blev huset svårt brandskadat, källare och murarna upp till och med första våningen klarade sig och utgör de byggnadsdelar som idag är kvar från 1730-talet. 
Efter branden iståndsatte och nyinredde Carlberg huset vilket även avsevärt utökades och förbättrades. Bland annat förlängdes huset utmed Pustegränd. I det Carlbergska hushållet ingick förutom själva familjen och ett par pigor också ständigt ett flertal unga medhjälpare till stadsarkitekten som här fick sin utbildning till arkitekt. Till de elever som Carlberg undervisade här hörde bland andra Carl Henrik König och Erik Palmstedt. Efter Carlbergs död köptes fastigheten av svärsonen Carl Meijer.
Efter ombyggnader och renoveringar 1781 och 1812 (då en tredje våning tillkom) fick huset sitt nuvarande utseende. Invändigt finns snickerier och tak av 1700-talstyp, en portomfattning av sandsten är bevarad. Ytterligare en renovering genomfördes 1986. Enligt arkitekturhistorikern Fredric Bedoire utgör det lilla bostadshuset "ett vackert exempel på den klassicistiska arkitekturen i Hårlemans stil". Mot ost är huset sammanbyggt med kontorsbyggnaden för Sveriges Kommuner och Landsting, som uppfördes åren 1984 till 1989 efter ritningar av K-konsult, arkitekt Mats Edholm.